# Гетц, Мэтт
Мэ́тью Лу́ис Гетц II (англ. Matthew Louis Gaetz II, МФА /ˈɡeɪts/, род. 7 мая 1982, Холливуд, Флорида) — американский политик и юрист, представляющий Республиканскую партию. Член Палаты представителей США от первого избирательного округа Флориды с 3 января 2017 по 13 ноября 2024 года.

## Биография

### Ранние годы
Родился 7 мая 1982 года в городке Холливуд (Флорида) в семье Виктории (в девичестве Квертермоус) и Дона Гетца, ставшего впоследствии видным политиком на уровне штата.
Детство Гетца прошло недалеко от Форт-Уолтон-Бич. В 2000 году Мэтт окончил среднюю школу Найсвилла. В 2003 году стал выпускником Университета штата Флорида со степенью бакалавра в области междисциплинарных наук. В 2007 году завершил обучение в юридической школе Уильяма и Мэри, получив степень доктора права. 6 февраля 2008 года Гетц был принят в Коллегию юристов Флориды. В октябре 2021 года его юридическая деятельность была временно приостановлена.
После окончания юридической школы Уильяма и Мэри Гетц-младший работал в юридической фирме «Keefe, Anchors & Gordon» (ныне «AnchorsGordon») в Форт-Уолтон-Бич.
Отец Мэтта был представителем северо-западной части штата в Сенате Флориды в период с 2006 по 2016 годы, включая период 2012—2014 годов, когда Дон был президентом верхней палаты. Дедушка Гетца, Стэнли Джером Гетц, был мэром города Рагби и кандидатом на пост вице-губернатора Северной Дакоты на съезде Республиканской партии штата в 1964 году, где он скончался от сердечного приступа. Мэтт получил имя в честь своего прадеда Маттиаса Луиса Гетца и является потомком Филиппа Гетца, мигрировавшего из Германии в Миннесоту после 1838 года.

### Палата представителей Флориды

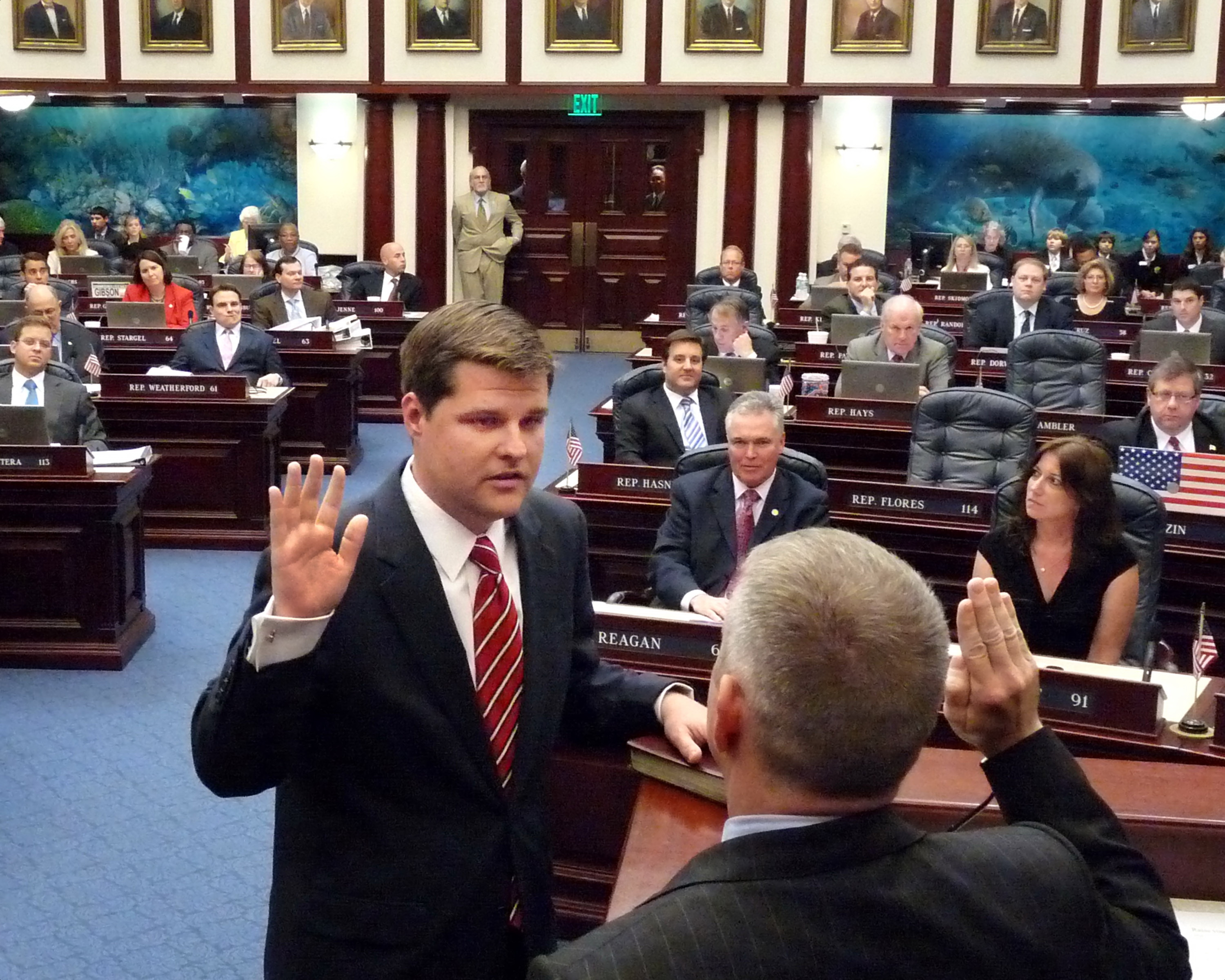
Мэтт Гетц вступает в должность члена Палаты представителей Флориды (2010)

В марте 2010 года, после отставки Рэя Сэнсома, Гетц выдвинул свою кандидатуру на внеочередных выборах от четвёртого округа Флориды. Мэтт одержал победу на праймериз Республиканской партии, набрав 42,5 % голосов и опередив Крейга Баркера, Кейба Вудса, Джерри Мелвина и Билла Гарви. На всеобщих выборах Гетц одержал победу над кандидатом от Демократической партии Яном Фернальдом, набрав 66 % голосов. Во время предвыборной кампании Гетц получил 480 000 долларов пожертвований; в пять раз больше, нежели Фернальд.
Гетц не был избран на полный срок. В 2012 году, после реорганизации округов Палаты представителей Флориды, Санта-Роза перестал быть составной частью 4-го избирательного округа. Мэтт был переизбран в 2012 и 2014 годах.

### Палата представителей США

#### Выборы
В 2013 году Мэтт объявил о намерении баллотироваться в Сенат США от первого округа Флориды в 2016 году (в то время место сенатора занимал его отец). 21 марта 2016 года Гетц снял свою кандидатуру и вскоре включился в гонку за место в Палате представителей. Одиннадцатью днями ранее действующий конгрессмен Джефф Миллер объявил, что не будет добиваться переизбрания.
30 августа 2016 года Гетц одержал победу на праймериз Республиканской партии, набрав 36,1 % голосов и опередив Грэга Эверса (21,8 %), Криса Досева (20,9 %), Ребекку Быдлак (7,8 %), Джеймса Зумвальта (7,8 %), Брайна Фрейзера (3,9 %) и Марка Уичерна (1,8 %).
8 ноября Мэтт одержал победу на всеобщих выборах, набрав 69,1 % голосов и тем самым опередив кандидата от Демократической партии Стивена Шпехта.

#### Деятельность

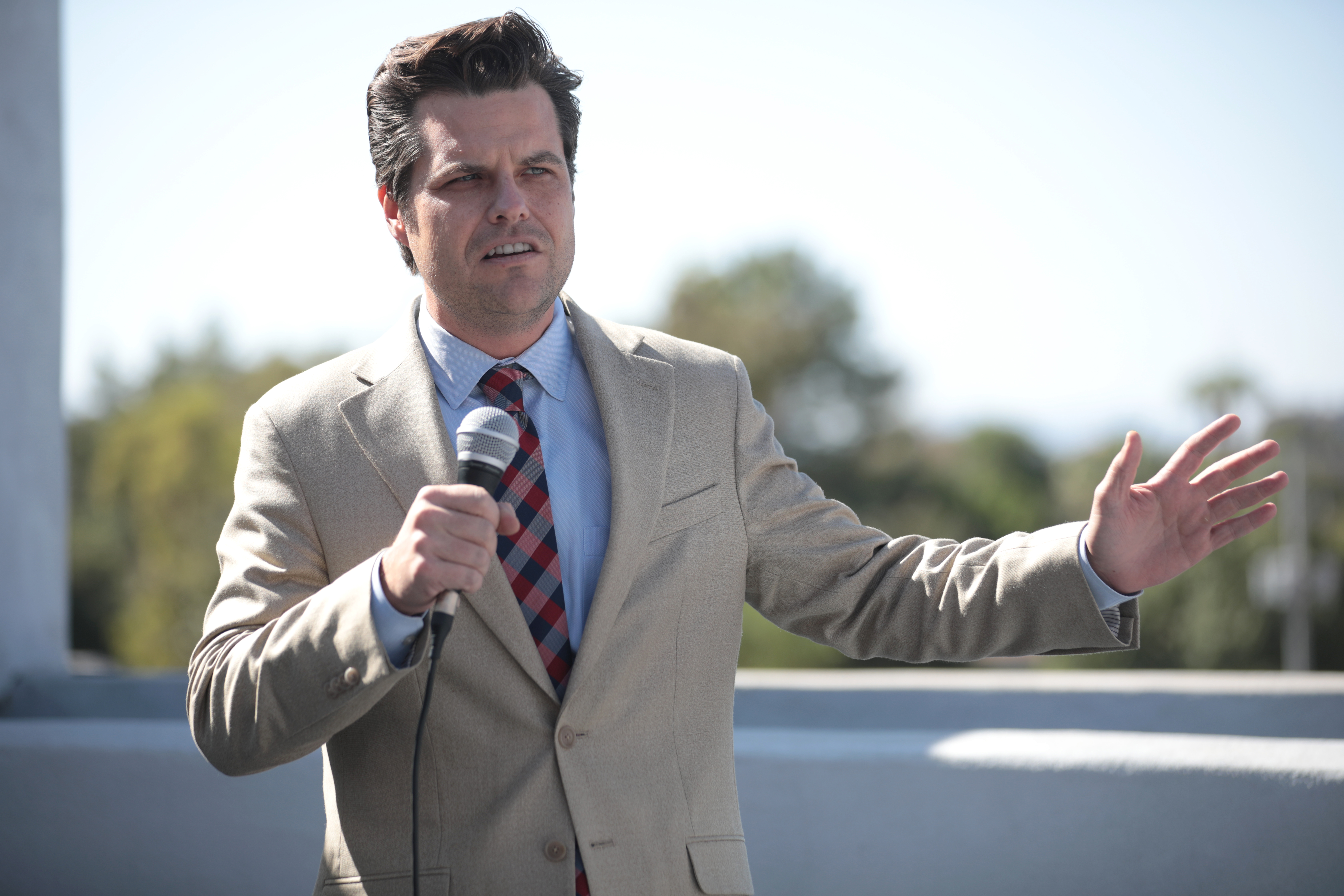
Мэтт Гетц в Темпе, Аризона (2020)

В 2018 году Гетц был главным советником Рона Десантиса во время его кампании по выдвижению в губернаторы штата Флорида. В мае Мэтт стал одним из 18 республиканцев в Палате представителей, проголосовавших за выдвижение кандидатуры Дональда Трампа на Нобелевскую премию мира за его роль в мирных переговорах с Северной Кореей.
В феврале 2020 года Гетц заявил, что впредь не намерен принимать взносы в избирательный фонд от федеральных Комитетов политических действий.
После штурма Капитолия, 7 января, Гетц заявил, что «среди людей, проникших в здание, были представители террористической группы „Антифа“». Мэтт проголосовал против второго импичмента Трампа.
В июне 2021 года Мэтт проголосовал против награждения Золотой медалью Конгресса полицейских, участвовавших в событиях 6 января.
Членство в комитетах:
- Комитет Палаты представителей США по вооружённым силам:
  - Подкомитет по надзору и расследованиям[англ.];
  - Подкомитет по боевой авиации и сухопутным войскам[англ.].
- Комитет Палаты представителей США по бюджету.
- Комитет Палаты представителей по вопросам судопроизводства:
  - Подкомитет по судам, интеллектуальной собственности и Интернету[англ.];
  - Подкомитет по реформе регулирования коммерческого и антимонопольного права[англ.].

Членство в собраниях:
- Собрание свободы[англ.][32][33].
- Учебный комитет Республиканской партии[англ.].

В феврале 2023 года он и еще 10 членов конгресса внесли проект резолюции с требованием о прекращении помощи Украине, а также призывающую участников нападения на Украину заключить мирное соглашение.
В октябре 2023 года подал резолюцию об отстранении спикера Палаты представителей Кевина Маккарти от должности, после того, как тот пошел на компромисс с демократами по вопросу утверждения бюджета правительства. 3 октября в первые в истории США спикер был отстранен от должности.
В ноябре 2024 года был переизбран в Палату представителей, но 13 ноября отказался от мандата в связи с выдвижением своей кандидатуры на пост главы  Минюста США во Втором кабинете Дональда Трампа. Выдвижение вызвало негативную реакцию  Сената, в том числе и сенаторов от  Республиканской партии.
21 ноября Метт Гетц взял самоотвод с поста генпрокурора. Он объяснил решение тем, что секс-скандал вокруг его персоны отвлекает всех от работы переходной команды Трампа. По словам Гетца, Министерство юстиции должно быть готово к работе с первого дня нового президентского срока, и администрация не должна отвлекаться на длительные споры в Вашингтоне.
Бывший конгрессмен также заявил, что не вернется на свое место в Палате представителей США.
7 января 2025 года в издании Tampa Bay Times сообщил о своём намерении баллотироваться на пост губернатора Флориды в 2026 году.

## Личная жизнь
Гетц вырос в доме, который появлялся в американской кинодраме «Шоу Трумана». По состоянию на 2018 год, родители Мэтта всё ещё живут в этом доме, расположенном в городе Сисайд, штат Флорида.
Его младшая сестра Эрин была директором по цифровому контенту президентской кампании Джеба Буша в 2016 году.
В декабре 2020 года Гетц объявил о помолвке с Джинджер Лаки, сестрой основателя «Oculus VR» Палмера Лаки, поженились в августе 2021 года.